# دانشگاه یونیان
دانشگاه یونیان (به لاتین: Ionian University) یک دانشگاه در یونان است که در Corfu Municipality واقع شده‌است.